# Zajas
Zajas (mac. Зајас) – wieś w Macedonii Północnej; 13 tys. mieszkańców (2012). Przemysł spożywczy, włókienniczy. Administracyjnie należy do gminy Kiczewo.